# Jim Himes
James Andrew Himes, detto Jim (Lima, 5 luglio 1966), è un politico statunitense, membro della Camera dei Rappresentanti per lo stato del Connecticut.

## Biografia
Himes nacque in Perù, dove suo padre lavorava per l'UNICEF, ma dopo il divorzio dei suoi genitori, lui e le sue sorelle si trasferirono con la madre nel Connecticut.
Himes frequentò le università di Harvard e Oxford e subito dopo gli studi fu assunto alla Goldman Sachs.
Nel 2009 entrò in politica candidandosi alla Camera dei Rappresentanti e sfidando il repubblicano in carica da ventidue anni Chris Shays. Himes fu eletto con un sorprendente 83% dei voti e questa vittoria segnò un record importante: Shays infatti era l'unico deputato repubblicano del New England e con la sua sconfitta per la prima volta questa regione venne rappresentata interamente da democratici.
Himes fa parte della New Democrat Coalition. Parla correntemente lo spagnolo; è sposato e ha due figlie.